# Piața ideilor
Piața ideilor este o analogie pentru libertatea de exprimare bazată pe similaritatea cu conceptul economic al unei piețe libere. Piața ideilor susține că adevărul va apărea dintr-o competiție a ideilor într-un discurs public liber și transparent și, ca rezultat final, ideile și ideologiile vor fi selectate în funcție de superioritatea sau inferioritatea lor și în funcție de acceptarea lor la scară largă de către populație. Conceptul este adesea aplicat discuțiilor privind legea brevetelor de invenție, libertatea presei și responsabilitățile mass-mediei într-o democrație liberală.
Metafora Piața ideilor a apărut în filosofia lui John Milton, în lucrarea sa Areopagitica din 1644 și, de asemenea, în cartea lui John Stuart Mill, On Liberty din 1859. Acestă expresie a fost  folosită ulterior în avizele Curții Supreme de Justiție a Statelor Unite ale Americii. Prima referire la "liberul schimb de idei" în cadrul "concurenței pieței" apare în disidența judecătorului Oliver Wendell Holmes Jr. în cauza Abrams v. United States din 1919.